# دوغالد مونرو
دوغالد مونرو هو سياسي أسترالي، ولد في 12 يونيو 1930 في سيدني في أستراليا، وتوفي في 20 يونيو 1973 في Bridge Street, Sydney ‏ في أستراليا بسبب سحق. نشط حزبياً في الحزب الليبرالي الأسترالي.